# عمى الشقين الأنفيين

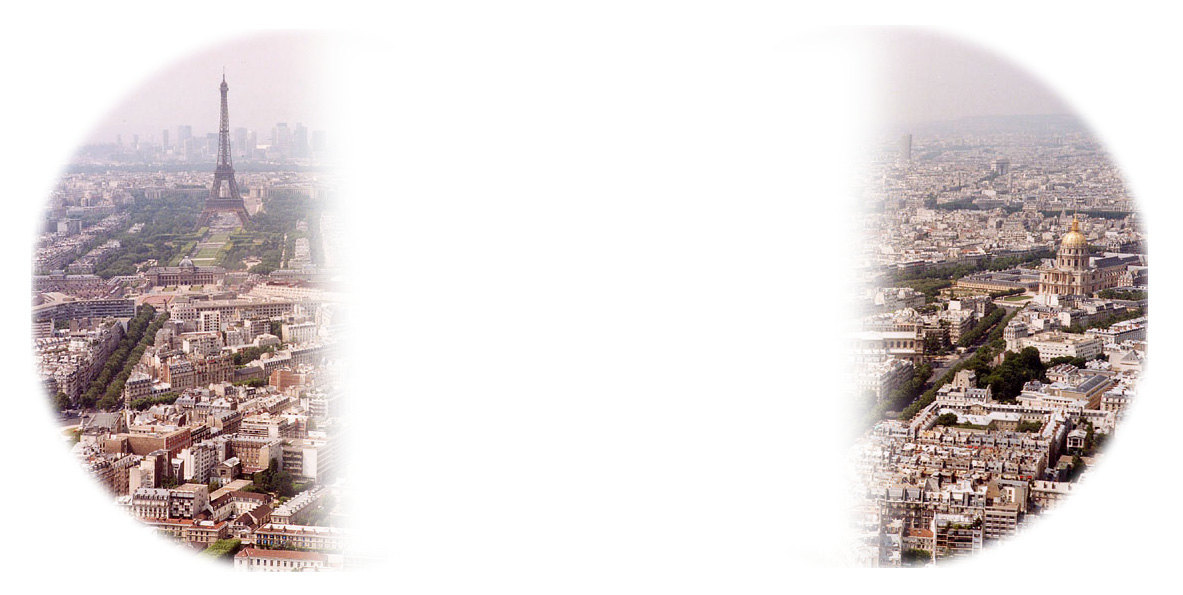
عمى الشقين الأنفيين

عمى الشقيين الأنفيين أو عمى شقي أنفي مضاعف (بالإنجليزية: Binasal hemianopsia)‏ هو وصف طبي للعمى الجزئي عند انعدام الرؤية في النصف الداخلي من اليمين واليسار للمجال البصري، ويترافق مع أمراض أخرى في العين والجهاز العصبي المركزي مثل موه الرأس الوِلادي.

## أسبابه

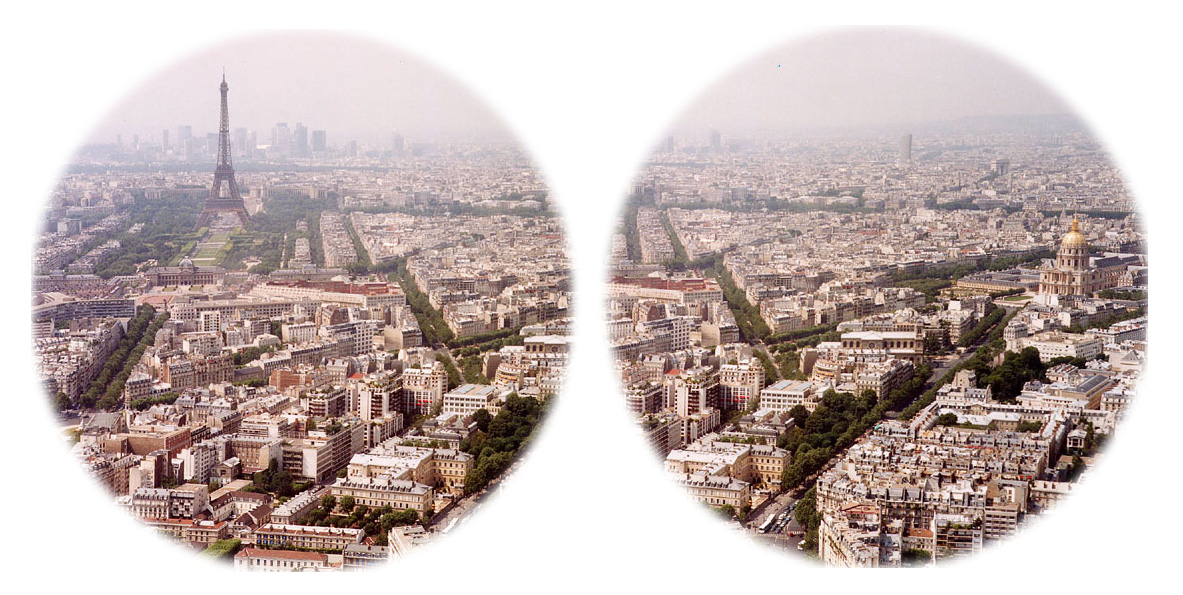
باريس- رؤية كاملة للمجال البصري

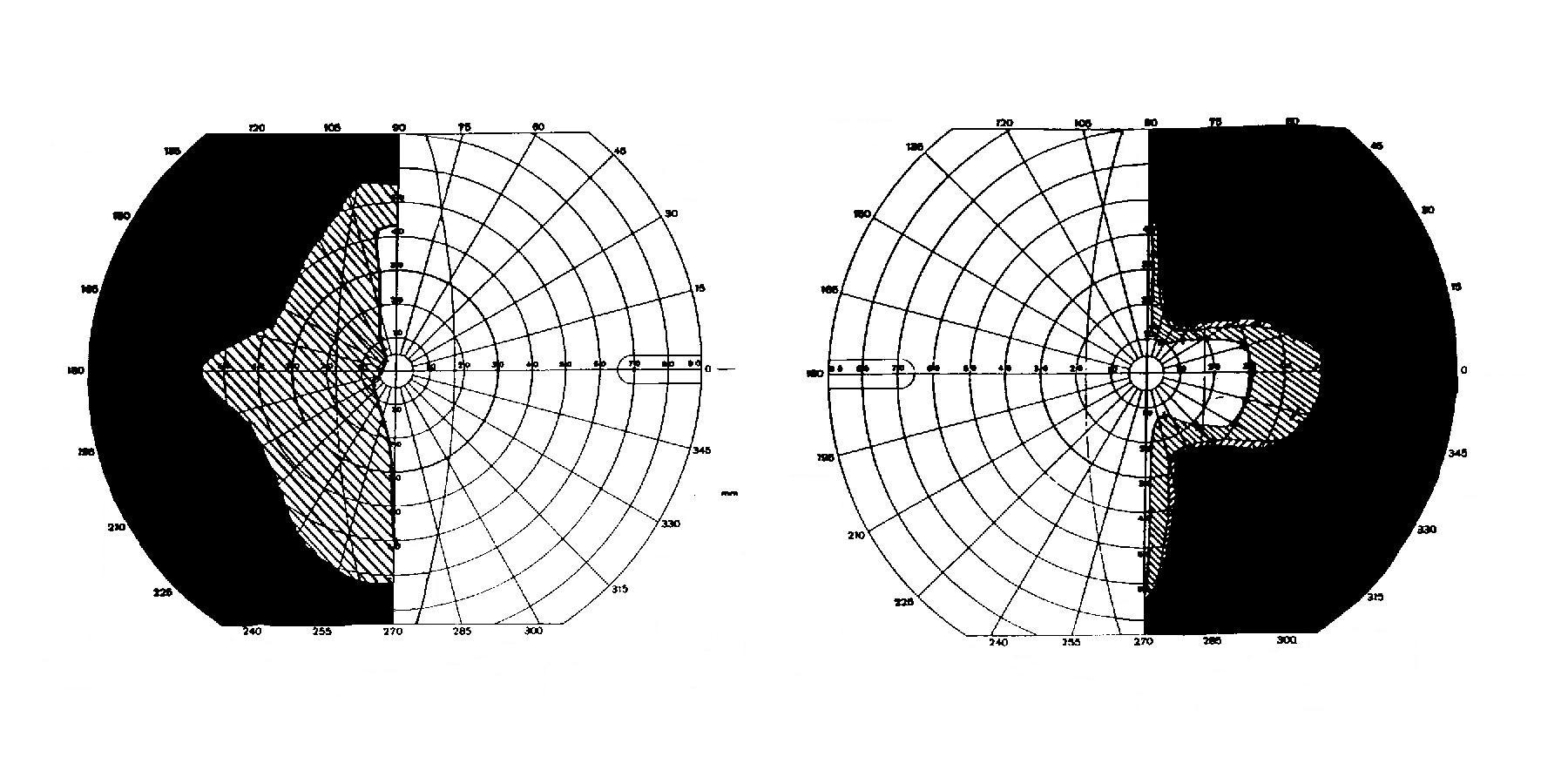

المعلومات الواردة من المجال البصري الأنفي على جانبي الصدغ لاتمر خلال متصالبة العين ممايؤدي إلى فقدان البصر في مجال الأنف
التشخيص
قد يعطي الاختبار السريري نتيجة إيجابية كاذبة خاصة في الربع السفلي للأنف .

## روابط إضافية
- 919601218 مفكرة الممارس العام